# Bütschwil-Ganterschwil
Bütschwil-Ganterschwil je obec na východě Švýcarska v kantonu St. Gallen. Vznikla k 1. lednu 2013 z doposud samostatných obcí Bütschwil a Ganterschwil. Žije zde  obyvatel.

## Geografie
Obec tvoří obce Bütschwil, část vesnice Lütisburg, Dietfurt a Ganterschwil na obou březích řeky Thur v dolní části oblasti Toggenburg. Na západě sousedí s Mosnangem, na severu s Lütisburgem, na východě s Neckertalem a na jihu s Lichtensteigem a Wattwilem.

## Historie

Letecký pohled na Bütschwil (1958)

Po prodeji Toggenburgu klášteru St. Gallen přešly Bütschwil a Ganterschwil pod správu kláštera. V roce 1803 se obě vesnice staly součástí nově vzniklého kantonu St. Gallen. V roce 1831 se Bütschwil stal součástí okresu Alttoggenburg, zatímco Ganterschwil zůstal v bývalém okrese Untertoggenburg. Soukromá střední škola Bütschwil-Ganterschwil, založená v roce 1863, byla do obou obcí převedena v roce 1913.
27. listopadu 2011 se v Bütschwilu a Ganterschwilu hlasovalo o sloučení obou obcí. Již 26. září 2010 voliči politických obcí Bütschwil a Ganterschwil v referendu v zásadě schválili zahájení procesu sloučení. Hlasování proběhlo v Bütschwilu většinou 82 % hlasů, zatímco v Ganterschwilu byl podíl hlasů pro 54 %.